# Dan + Shay (album)
Dan + Shay è il terzo ed eponimo album in studio del duo di musica country statunitense Dan + Shay, pubblicato nel 2018.

## Tracce
1. Alone Together – 2:51
2. Tequila – 3:16
3. What Keeps You Up at Night – 3:21
4. All to Myself – 2:49
5. Keeping Score (featuring Kelly Clarkson) – 3:40
6. Make or Break – 2:35
7. Speechless – 3:33
8. Stupid Love – 3:14
9. No Such Thing – 2:59
10. My Side of the Fence – 3:39
11. Island Time – 3:19